# Ольшевек (Підляське воєводство)
Ольшевек (пол. Olszewek) — село в Польщі, у гміні Бранськ Більського повіту Підляського воєводства.
Населення — 58 осіб (2011).
У 1975—1998 роках село належало до Білостоцького воєводства.

## Демографія
Демографічна структура станом на 31 березня 2011 року:
|          | Загалом | Допрацездатний вік | Працездатний вік | Постпрацездатний вік |
| -------- | ------- | ------------------ | ---------------- | -------------------- |
| Чоловіки | 29      | 8                  | 17               | 4                    |
| Жінки    | 29      | 9                  | 12               | 8                    |
| Разом    | 58      | 17                 | 29               | 12                   |